# Province de l'Ouest (Kenya)
Pour les articles homonymes, voir Province de l'Ouest.
La province de l'Ouest était une des sept provinces du Kenya. Elle était principalement peuplée par les Luhya. Son chef-lieu était Kakamega.
De forme triangulaire, elle était bordée à l'ouest par l'Ouganda (région est), à l'est par la province de la vallée du Rift et au sud par la province de Nyanza. Elle était aussi traversée par la ligne équinoxiale.
Depuis le 28 mars 2013, à la suite des élections législatives du mars 2013, la province — comme toutes les autres provinces du Kenya — n'existe plus. Elle est remplacée par les quatre comtés qui la composaient.

## Géographie
La province présente des collines et le deuxième plus haut sommet du Kenya, le Mont Elgon, au nord du comté de Bungoma, mais aussi des plaines en bordure du Lac Victoria dans le comté de Busia. Le point culminant est le pic Lower Eglon à 4 301 m à la frontière avec l'Ouganda au bord du cratère du mont Elgon, et le point le plus bas est le lac Victoria à 1 131,7 m.

### Climat
Le climat est principalement tropical, avec des variations locales en raison de l’altitude. Le comté de Kakamega est chaud et humide la plupart du temps, tandis que celui de Bungoma est tout aussi humide, mais plus froid. Le comté de Busia est le plus chaud, alors que celui de Vihiga est le plus froid. L’ensemble de la province connaît d’abondantes pluies, principalement en début d’année.

## Histoire
En 1909 la région appelée Kavirondo devient l'une des six régions administratives du protectorat avec une surface totale de 28 751 km2. Le golfe de Kavirondo (l'actuel golfe de Winam) ainsi que la nouvelle région sont rebaptisés Nyanza.
L'étymologie du mot « kavirondo » a plusieurs origines possibles :
- de la position prise par les jeunes guerriers pour s'assoir sur leurs talons. Cette position est appelée kaa virondo en swahili et, péjorativement, wa kavirondo (« peuple qui s'assied sur les talons ») ;
- d'une corruption des mots swahili kaffir (« païen ») et de rondo (« enduire le corps de boue ») ;
- du mot luhya-wanga kaba-londo qui est une association de deux autres mots : kabaka (« le roi ») et namu londo (« le tabouret où le roi est couronné »).

En 1920, le pays devient colonie de la Couronne britannique sous le nom de « Colonie et protectorat du Kenya ».
Dans les années 1930, le manque de représentations pour les Africains accouplée aux inégalités économiques donne naissance, dans toute la colonie, à des organisations politiques tels la Young Kavirondo Association ou la North Kavirondo Central Association. Toutes ces organisations se regroupent en octobre 1944 pour créer le premier parti politique totalement africain de la colonie, le Kenyan African Union (KAU).
En 1962, le Nyanza est administrativement coupé en deux : la région occidentale au nord et la région de Nyanza au sud.

## Population
Lors du dernier recensement effectué en 1962 par les Britanniques, la population était de 1 014 500 personnes. Lors du recensement de 2009, le chiffre est passé à 4 334 282 habitants. Ils se partagent une surface terrestre de 8 361 km2.
| 15 août 1962 | 24 août 1969 | 25 août 1979 | 24 août 1989 | 24 août 1999 | 28 août 2009 |
| ------------ | ------------ | ------------ | ------------ | ------------ | ------------ |
| 1 014 500    | 1 328 000    | 1 832 663    | 2 544 329    | 3 358 776    | 4 334 282    |

## Économie
L’agriculture est la principale ressource de la province, et alimente quelques grosses usines. On compte ainsi quatre grandes sucreries, la plus grande d’entre elles étant à Mumias, à l’ouest de Kakamega. On trouve aussi la plus grande usine à papier[Laquelle ?] du continent africain, ainsi que quelques industries chimiques. Cependant, malgré ces avancées industrielles, la plupart des habitants n’a toujours pas accès à l’eau courante ni à l’électricité[réf. nécessaire].

## Structures sociétales

### Structure exécutive et législative

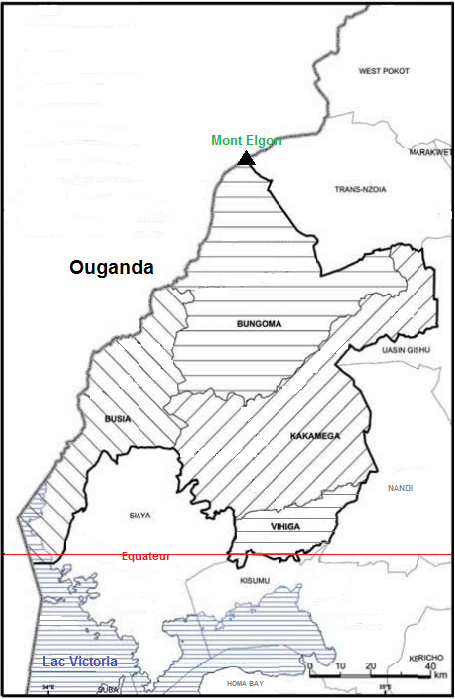
Les quatre comtés de la Province de l'Ouest.

La province est divisée en quatre comtés (Counties) :
- Bungoma, chef-lieu Bungoma ;
- Busia, chef-lieu Busia ;
- Kakamega, chef-lieu Kakamega ;
- Vihiga, chef-lieu Maragoli.

Depuis le 28 mars 2013, et à la suite des élections générales du 4 mars 2013, les comtés, qui ont un pouvoir exécutif et législatif ont remplacé les provinces, sont semi-autonomes par rapport au gouvernement central. Ces entités peuvent lever des impôts ou adopter des règlements locaux (par ex. : urbanisme, police) ainsi que gérer les ressources naturelles, humaines et les infrastructures pour autant que leur décision ne soit pas contraire ni à la Constitution ni aux Lois de l'État. L'autorité exécutive des comtés est responsable des moyens qui lui sont apportés par l'exécutif national.
Les autorités exécutives comportent chacune un gouverneur, un vice-gouverneur et un maximum de dix autres membres.
Les assemblées locales sont constituées d'autant d'élus que le comté compte de  Ward (« autorité locale ») auxquels il faut ajouter le Président de l'assemblée locale (Chairman of the County Cuncil).

## Personnalités liées à la Province de l'Ouest

### Politique
- Kenneth Marende (1956) avocat et président de l'Assemblée nationale du Kenya depuis 2008.

### Arts

#### Musique
- Daudi Kabaka, chanteur-compositeur éclectique. Un des premiers à avoir introduit le twist en Afrique de l'Est.

### Divers
- Florida Karani, chancelière de l'université de Maseno et première femme à avoir occupé un tel poste au Kenya. Elle fut aussi la vice-présidente de la Collin MacKay Education Commission qui instaura le système éducatif kényan 8:4:4 ;
- Peter Shitawa Mumia II, roi (Nabongo), depuis 1971, du royaume de Wanga, le seul royaume qui ait jamais été reconnu par les colonisateurs britanniques au Kenya ;
- Arthur Okwemba, fut le premier médecin africain du Kenya ;
- Maurice Michael Otunga, fut évêque des diocèses de Kisumu et de Kisii puis cardinal à l'archevêché de Nairobi ;
- Effie Owuor, est la première kényane à devenir juge à la Haute cour (High Court) et ensuite à la Cour d'appel (Court of Appeal) ;
- Robert Wangila, (1967-1994) fut, durant les Jeux olympiques d'été de 1988, le premier boxeur africain à gagner une médaille d'or.